# Independencia (probabilidad)
En teoría de probabilidades, se dice que dos sucesos aleatorios son independientes entre sí cuando la probabilidad de cada uno de ellos no está influida porque el otro suceso ocurra o no, es decir, cuando ambos sucesos no están relacionados. Por ejemplo, si se tira un dado en dos oportunidades, una después de la otra, el segundo resultado no está influenciado por el primero, ni el primero por lo que saldrá en el segundo.

## Definición formal
Dos sucesos son independientes si la probabilidad de que ocurran ambos simultáneamente es igual al producto de las probabilidades de que ocurra cada uno de ellos, es decir, si  {\displaystyle P(A\cap B)=P(A)P(B)}

### Motivación de la definición
Sean {\displaystyle A} y {\displaystyle B} dos sucesos tales que {\displaystyle P(B)>0}, intuitivamente A es independiente de B si la probabilidad de A condicionada por B es igual a la probabilidad de A. Es decir si:

{\displaystyle P(A|B)=P(A)\,}

De la propia definición de probabilidad 

{\displaystyle P(A|B)={\frac {P(A\cap B)}{P(B)}}}

se deduce que {\displaystyle P(A\cap B)=\ P(A|B)P(B),} y dado que {\displaystyle P(A|B)\ =\ P(A)} deducimos trivialmente que {\displaystyle P(A\cap B)=P(A)P(B)\,}.
Si el suceso A es independiente del suceso B, automáticamente el suceso B es independiente de A.

## Propiedades

### Auto-independencia
Un evento es independiente de sí mismo si y sólo si
{\displaystyle \mathrm {P} (A)=\mathrm {P} (A\cap A)=\mathrm {P} (A)\cdot \mathrm {P} (A)\iff \mathrm {P} (A)=0{\text{ or }}\mathrm {P} (A)=1.}
De esta forma un evento es independiente de sí mismo si y sólo si ocurre casi con certeza, es decir si su probabilidad de aparecer es 1, o si casi con certeza ocurre su complemento, es decir su probabilidad es 0; este hecho es útil cuando se prueban las leyes cero-uno.

### No heredable
Si {\displaystyle A} y {\displaystyle B} son independientes y {\displaystyle C\subset B} puede que {\displaystyle A} y {\displaystyle C} no sean independientes. Por ejemplo si  {\displaystyle C=A\cap B}.

### Expectativa y covarianza
Si {\displaystyle X} y {\displaystyle Y} son variables aleatorias independientes, entonces la esperanza {\displaystyle \operatorname {E} } tiene la propiedad
{\displaystyle \operatorname {E} [XY]=\operatorname {E} [X]\operatorname {E} [Y],}
y la covarianza {\displaystyle \operatorname {cov} [X,Y]} es cero, como se sigue de la siguiente expresión
{\displaystyle \operatorname {cov} [X,Y]=\operatorname {E} [XY]-\operatorname {E} [X]\operatorname {E} [Y].}
Lo contrario no se cumple: si dos variables aleatorias tienen una covarianza igual a 0, es posible que no sean independientes. 
Del mismo modo para dos procesos estocásticos {\displaystyle \left\{X_{t}\right\}_{t\in {\mathcal {T}}}} y {\displaystyle \left\{Y_{t}\right\}_{t\in {\mathcal {T}}}} : Si son independientes, entonces no están correlacionados.

### Función característica
Dos variables aleatorias {\displaystyle X} y {\displaystyle Y} son independientes si y solo si la función característica del vector aleatorio {\displaystyle (X,Y)} satisface
{\displaystyle \varphi _{(X,Y)}(t,s)=\varphi _{X}(t)\cdot \varphi _{Y}(s).}
En particular, la función característica de su suma es el producto de sus funciones características individuales (la implicación inversa no se cumple):
{\displaystyle \varphi _{X+Y}(t)=\varphi _{X}(t)\cdot \varphi _{Y}(t)}